# La Gonfrière

La Gonfrière este o comună în departamentul Orne, Franța. În 1 ianuarie 2022 avea o populație de 274 de locuitori.